# Nasaltus chinensis
Nasaltus chinensis är en skalbaggsart som först beskrevs av Quensel in Schönherr 1806.  Nasaltus chinensis ingår i släktet Nasaltus och familjen stumpbaggar. Inga underarter finns listade i Catalogue of Life.